# مایکل پیج
مایکل پیج (انگلیسی: Michael Page؛ زادهٔ ۷ آوریل ۱۹۸۷) ورزشکار هنرهای رزمی ترکیبی، بوکسور، کیک‌بوکسینگ، کاراته‌کار و ووشوکار و تکواندوکار اهل بریتانیا است.
مایکل «ونوم» پیج یا MVP، یک رزمی‌کار حرفه‌ای ترکیبی انگلیسی است. او در حال حاضر در بخش‌های میان‌وزن و سبک‌وزن سازمان یواف‌سی رقابت می‌کند. تا ۱۲ نوامبر ۲۰۲۴، او در رتبه‌بندی میان‌وزن یواف‌سی در رتبه ۱۵ قرار دارد.
پیج در جامعه ام‌ام‌ای به خاطر سبک مبارزه نامتعارف خود که از کیک بوکسینگ آزاد (مبارزه امتیازی) و کاراته ورزشی سرچشمه گرفته است، شناخته می‌شود. او همچنین به عنوان کیک بوکسور، بوکسور و بوکسور بدون دستکش به صورت حرفه‌ای رقابت کرده است.